# 鈴木昌平
鈴木 昌平（すずき しょうへい、1981年6月22日 - ）は、大阪府箕面市出身の俳優、元大相撲力士。グッドラックカンパニーに所属していた。

## 人物
身長177cm。体重130kg。
2000年3月、宮城野部屋に入門。「一秦（かつはた）」の四股名で大相撲力士として活動。2004年12月に力士を引退。
趣味はスポーツ全般。特技は相撲、料理で、ちゃんこ鍋を一人で100人分作る事ができるという。

## 出演作品

### テレビドラマ
- 天国の樹 第7 - 11話（2006年、韓国SBS）
- 土曜ドラマ / 喰いタンSP（2006年、日本テレビ）
- プレミアA 運命の舞台裏X 〜初めて語る! 新横綱・白鵬誕生 おかみさん奮闘記（2007年、フジテレビ）
- 木曜劇場 / 山おんな壁おんな 第7話（2007年、フジテレビ）
- ジョシデカ! -女子刑事-ウェビソード （2007年、TBS）
- 鹿男あをによし 第一回（2008年、フジテレビ） - 新幹線の乗客
- 金曜時代劇 / 密命 寒月霞斬り 第1話（2008年、テレビ東京）
- 水曜ドラマ（日本テレビ）
  - 正義の味方 第1、2、9話（2008年）
  - Woman 第3話（2013年）
- ドラマ8 / とめはねっ! 鈴里高校書道部（2008年、NHK）
- 土曜プレミアム / 世紀の英雄・坂本龍馬 最大の謎と秘密の暗号（2010年、フジテレビ）
- おじいちゃんは25歳（2010年、TBS）
- 日曜ナイトドラマ / Dr.伊良部一郎 第4話（2011年、テレビ朝日）
- プロポーズ兄弟〜生まれ順別 男が結婚する方法〜 第4夜（2011年、フジテレビ） - ドーナツ大食い大会の出場者
- 海賊戦隊ゴーカイジャー 第17話（2011年、テレビ朝日） - 太った男

### テレビ番組
- 人生が変わる1分間の深イイ話（2009年、日本テレビ）
- 爆報!THEフライデー（2013年、TBS）

### 映画
- Plum Rain（2006年、仏 BVNG）
- ワルボロ（2007年、東映） - 毒ブッチュ
- ヒートアイランド（2007年、ザナドゥー） - サトル
- A+B=a『トランポリン相撲』篇（2007年、NEC）
- 砂時計（2008年、東宝）
- シャカリキ!（2008年、ショウゲート） - 力士
- 鈍獣（2009年、ギャガ）
- 屍病汚染 DEAD RISING（2010年、カプコン）

### 配信ドラマ
- ケータイ劇場 / キスから始まるストーリー（2009年、NHKワンセグ2）
- 土俵際のアリア（2009年、LISMO）

### CM
- ケンタッキー・フライドチキン スノーマン マグつきパック「あの人もスノーマン」篇（2005年） - 力士
- モランボン 生パックジャン 焼肉のたれ「草食動物たちの夕べ」篇（2007年）
- バンプレスト ニンテンドーDSソフト「サモンナイト ツインエイジ 〜精霊たちの共鳴〜」（2007年）
- 日清食品
  - 太麺堂々「力士のラーメンレボリューション」篇（2009年） - 力士
  - カップヌードル「本音と建前」篇（2014年）
- 日本ペイント（2010年）
- オムロン（2010年）
  - 「焼いたら計りましょう」篇
  - 「焼いたら歩きましょう」篇
- ロイヤルホスト（2010年）
- BMW MINI Japan（2012年）

### WEB
- 常盤薬品工業 「なめらか本舗 白ふっくら肌」（2013年）
- 指原莉乃のショッピングアワー「イソ・フラ・ボーン」
- 森永乳業 pino「ハピノる! プロジェクト」（2015年）

### マガジン
- 週刊大衆ヴィーナス（2015年、双葉社）